# 503 aC
L'any 503 aC es un any del calendari gregorià. En l'Imperi Romà havia estat conegut com l'any del Consolat de Lanatus i Tubertus, o any 253 Ab urbe condita. La denominació de 503 aC per aquest any ha estat utilitzada des de principis de l'edat mitjana, quan es va establir l'era del calendari de l'Anno Domini per denominar els anys.

## Esdeveniments

### Mediterrani
- Roma: Les ciutats llatines de Pomècia i Cora es revolten amb l'ajuda dels auruncs durant la Revolta Pometiana de les guerres llatines.[1]

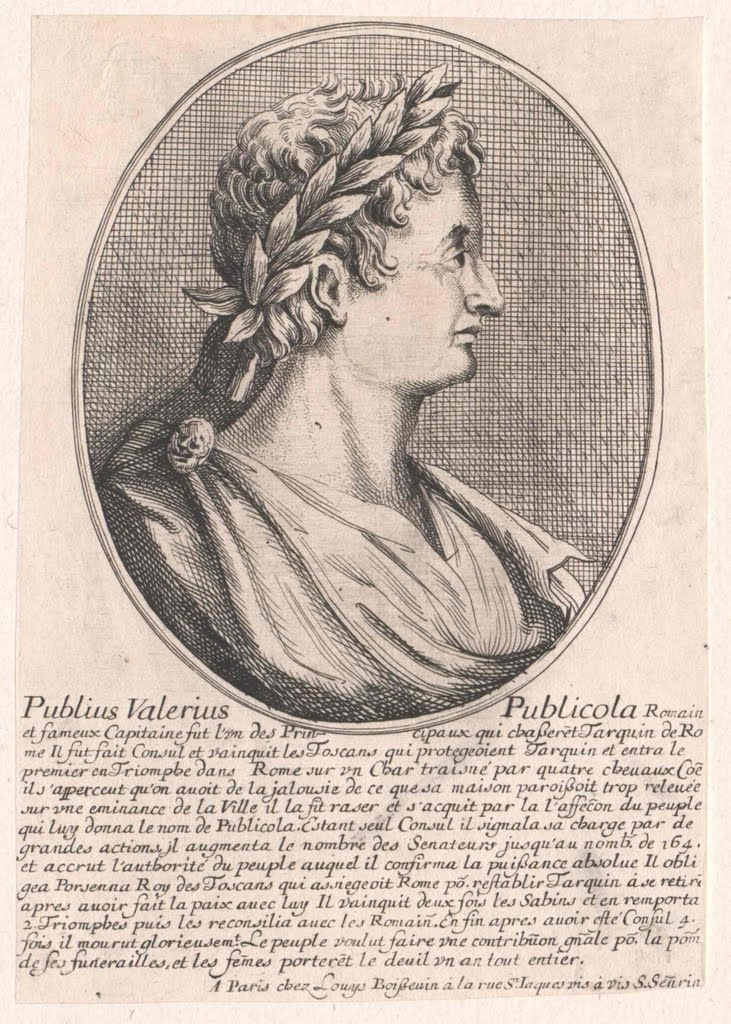
Dibuix de Publi Valeri Publícola

## Naixements
- Zhuansun Shi a l'Estat de Lu:[2] Deixeble de Confuci que posteriorment va iniciar la seva pròpia secta del confucionisme.[3]

## Necrològiques
- Roma: Plubi Valeriu Publícola, magistrat romà que exercí com cònsol romà durant entre els anys 509 aC i 504 aC.[4]